# ملعب تورينو الأولمبي
ملعب تورينو الأولمبي ملعب متعدد الاستخدامات لعدة رياضات يقع في مدينة تورينو الإيطالية. يعتبر الملعب الرئيسي لمباريات نادي تورينو. تم افتتاحه في 1933، ويتسع لحضور 27,994 متفرج.

## وصلات خارجية
- (بالإيطالية) الموقع الرسمي